# Вервега Тарас Васильович
Верве́га Тара́с Васи́льович (нар. 3 серпня 1972) — один з засновників найбільшої в Україні сервісної IT-компаній SoftServe, мажоритарний депутат 7-го скликання Львівської обласної ради від Самопомочі, засновник Благодійного фонду «Відкриті очі» та громадської організації «Вільне місто».

## Біографія
Закінчив катедру автоматизованих систем управління в 1994 році і через чотири роки вже закінчив аспірантуру Національного університету «Львівська політехніка». Бізнес освіту Вервега здобув в Києво-Могилянській бізнес-школі. Є членом ради директорів компанії SoftServe, а також комерційним директором SoftServe Колсалтинґ та заступником директора ТОВ "Українські інформаційні технології". Володіє компанією "Андромеда Індастрі" (діяльність головних управлінь (гед-офісів)). Також він має частки ще у десяти фірмах у сфері консалтингу, IT, виробництва комп'ютерів, сільського господарства, надання в оренду та експлуатацію власного чи орендованого нерухомого майна.
Тарас Вервега входив до складу політичної партії "Наша Україна" та мав статус однієї з довірених осіб Петра Порошенка на президентських виборах 2014 року. Декілька разів обирався до Львівської обласної ради. На самих місцевих виборах Тарас переміг у Франківському районі Львова (25,88% голосів, 11 округ) та пройшов у Львівську обласну раду від Самопомочі, офіційно – безпартійний. Однак перед місцевими виборами 2015 року Тарас Вервега був серед 21 кандидата на відкликання зі складу обласної ради. Вервега член однойменної фракції та депутатської групи "Об'єднання волонтерів та учасників АТО".
До 2018 року Тарас очолював постійну комісію обласної ради з питань євроінтеграції, дерегуляції зовнішньоекономічної діяльності, транскордонного співробітництва, агропромислового комплексу та зв'язків з українцями за кордоном, до ліквідації цієї постійної комісії. У  2019 році Тарас Вервега опинився у списку депутатів, які "фактично проігнорували виконання депутатського обов'язку роботи в раді в 2019 році, Вервега був присутній тільки на двох засіданнях облради.